# Jagur
Jagur (hebrejsky יָגוּר, v oficiálním přepisu do angličtiny Yagur) je vesnice typu kibuc v Izraeli, v Haifském distriktu, v Oblastní radě Zevulun.

## Geografie
Leží v nadmořské výšce 17 metrů při řece Kišon, v intenzivně zemědělsky využívané krajině na pomezí Zebulunského údolí a pohoří Karmel, přičemž na protější straně Kišonu se k vesnici přibližují jihozápadní okraje svahů Dolní Galileji. Kibuc je situován 10 kilometrů od břehů Haifského zálivu. Ze svahů Karmelu do obce teče turisticky využívané vádí Nachal Jagur.
Obec se nachází na cca 78 kilometrů severoseverovýchodně od centra Tel Avivu a cca 12 kilometrů jihovýchodně od centra Haify. Jagur obývají Židé, přičemž osídlení v tomto regionu je etnicky smíšené. Zebulunské údolí, okolo Kišonu i aglomerace Haify jsou převážně židovské. Na severovýchod od kibucu začínají kopcovité oblasti Galileji, které obývají ve vyšší míře izraelští Arabové a Drúzové. Nejbližším arabským sídlem je vesnice Ibtin zhruba 4 kilometry odtud. Drúzové jsou rovněž zastoupeni v sídlech na vrcholu pohoří Karmel jihozápadně od kibucu.
Jagur je na dopravní síť napojen pomocí dálnice číslo 75. Poblíž vesnice prochází i železniční trať v Jizre'elském údolí obnovená roku 2016, jež ale v okolí obce nemá stanici.

## Dějiny
Jagur byl založen v roce 1922. K založení došlo 30. prosince 1922. Zakladateli vesnice byla skupina Židů původem z Ruska napojených na organizaci Poalej Cijon. Do Palestiny dorazili v rámci druhé aliji a v letech před založením vlastní osady pobývali provizorně na několika místech, kde vykonávali různé práce. Zpočátku šlo o malou komunitu plánovanou pro 25 rodin. Roku 1924 se po inspiraci v kibucu Ejn Charod rozhodli zdejší obyvatelé zřídit velkou kolektivní vesnici.
Zpočátku osadníci trpěli nedostatkem pitné vody a malárií z nedalekých močálů okolo řeky Kišon. Během 30. let pak došlo k melioraci okolní krajiny a populace kibucu narostla na několik stovek. Od roku 1937 zde fungovala i základní škola. V dubnu 1931 byli tři členové kibucu zavražděni při útoku arabské militantní skupiny okolo Izz ad-Din al-Kassama. Šlo o první výrazný násilný akt mezi Židy a Araby od arabských nepokojů v roce 1929. V červnu 1946 byl kibuc Jagur jedním z hlavních center britských razií v rámci zásahu proti židovskému odboji (takzvaná Černá sobota). Byla zde jedna z hlavních základen židovské neoficiální armády Hagana. Přitom nedaleko od kibucu se nacházelo stanoviště britské policie.
Kibuc je pojmenován podle arabské vesnice Jadžur, která se rozkládala až do války za nezávislost v roce 1948 cca 3 kilometry severozápadně odtud, na okraji dnešního města Nešer. V roce 1931 v ní žilo 1449 lidí v 291 domech. V dubnu 1948 byla vesnice během války za nezávislost dobyta židovskými silami a arabské osídlení v ní skončilo. Její zástavba pak byla zbořena.
Koncem 40. let měl kibuc Jagur rozlohu katastrálního území 5 000 dunamů (5 kilometrů čtverečních).
Poblíž vesnice je umístěn komplex Karmel-Zevulun, kde je umístěna základní škola Nicanej Zevulun (ניצני זבולון), která slouží dětem i z okolních židovských vesnic. Kibuc prošel částečnou privatizací.

## Demografie
Podle údajů z roku 2014 tvořili naprostou většinu obyvatel v Jagur Židé - cca 1400 osob (včetně statistické kategorie "ostatní", která zahrnuje nearabské obyvatele židovského původu ale bez formální příslušnosti k židovskému náboženství, cca 1500 osob).
Jde o menší sídlo vesnického typu s dlouhodobě stagnující populací. K 31. prosinci 2014 zde žilo 1472 lidí. Během roku 2014 populace klesla o 1,9 %.
| Rok            | 1948  | 1961  | 1972  | 1983  | 1995  | 2001  | 2003  | 2004  | 2005  | 2006  | 2007  | 2008  | 2009  | 2010  | 2011  | 2012  | 2013  | 2014  |
| -------------- | ----- | ----- | ----- | ----- | ----- | ----- | ----- | ----- | ----- | ----- | ----- | ----- | ----- | ----- | ----- | ----- | ----- | ----- |
| Počet obyvatel | 1 536 | 1 266 | 1 161 | 1 287 | 1 043 | 1 050 | 1 127 | 1 116 | 1 101 | 1 112 | 1 100 | 1 124 | 1 416 | 1 448 | 1 490 | 1 500 | 1 501 | 1 472 |